# Steel Prophet
Steel Prophet — пауэр-метал-группа из США, образованная в 1983 году.

## История

### Основание, первые записи
Музыкальный коллектив Steel Prophet был образован в 1983 году гитаристом Стивом Качинским и вокалистом Гэри Стокингом под первоначальным названием Hard Prophet (название придумал Стив Качинский). 

Вначале я было собрался стать художником, но после того как купил кое-какие альбомы Queen, Kiss и Led Zeppelin, я решил купить на свои личные деньги электрогитару, весь отдался этому делу и ничего больше не хотел — только стать похожим на своих героев! — Стив Качинский.
Немногим позже к дуэту присоединился ударник Гарри Блэквелл (сын известного джазового ударника Эда Блаквелла), который, однако, вскоре был заменён на John Tarascio. Долго не задержался в группе и вокалист Гэри Стокинг, который был выгнан из состава ввиду злоупотребления алкоголем и из-за скандала, устроенного им в ходе одного из концертов.
В 1987 году Стив Качинский переезжает в Калифорнию вместе с ударником John Tarascio. Здесь они знакомятся со Скоттом Линдсенбардтом, ставшим вокалистом, и Винсом Дэннисом, занявшим место басиста. Место второго гитариста занимает Доменик Чавира. Однако вскоре уже опять меняется вокалист — им становится Ник Мантис, которого Стив и Винс видели во время концерта, когда он исполнял композицию Apparation группы Fates Warning. Но и этот состав опять-таки долго не продержался: гитариста Доменика Чивара заменил Джон Пагет, а вокалиста Ника Мантиса в 1989 году заменил Рик Митисян, до этого игравший в разного рода кавер-группах. Таким составом (Стив Качинский — гитара, John Tarascioю — ударные, Винс Дэннис — бас, Джон Пагет — вторая гитара, Рик Митисян — вокал) Steel Prophet в 1989 году записывают демо Inner Ascendance, вызвавшее большой отклик в Европе.

Когда мы начинали я просто любил музыку Priest, Sabbath, Maiden, Metallica… Из гитаристов мне нравились Hendrix, Rhoads. А, еще Alice Cooper — и вообще все заметные музыканты того периода. Ну и конечно мы приняли целый вагон LSD для стимуляции вдохновения. И вот мы с вами! — Стив Качинский.

### Первые два альбома
Впоследствии группа занялась активной концертной деятельностью, в том числе с Armored Saint, Man-O-War, Fates Warning, Candlemass и Sacred Reich. Но опять творческую деятельность коллектива прерывают перемены в составе: уходит гитарист Джон Пагет, его заменяет Горацио Кольменарес. Вскоре на 8-дорожечном магнитофоне Steel Prophet записывают десятипесенное демо The Goddess Principle и заключают договор с Foundations 2000. Однако релиз так и не выходит на данном лейбле, а издаётся в 1995 году уже как полноценный дебютный альбом лейблом Art of Music. Через год выходит EP Continuum, который содержал пять композиций и был записан в том же составе, что и предыдущий релиз. Но после его выхода состав коллектива покидают John Tarascio и Горацио Кольменарес (последний ушёл в New Eden). Места ушедших занимают Джон Понс (гитара) и Pete Parada (ударные).
Таким составом Steel Prophet записывают свой второй полноформатный альбом Into the Void (Hallucinogenic Conception), который был издан на Nuclear Blast Records, а в качестве гостевого музыканта выступил гитарист Agent Steel Bernie Versaille (его гитарную работу можно слышать на композиции Hate 2). 

В том, что мы выбрали Nuclear Blast, нет ничего удивительного. Нам нравится эта компания, и думаем, что они не пожалели, вложив деньги в наш альбом. Звучание альбома получилось отличное. Промоушн и тур были на высшем уровне, поэтому мы рассматриваем их как своих постоянных партнеров по бизнесу. Ну а самое главное, никто не вмешивался в наши дела. Это одна из самых лучших и честных компаний подобного профиля, — Стив Качинский.

### Dark Hallucinations, Messiah, Book of the Dead
Выпустив альбом группа не останавливается и в июле 1998 года в студии Silver Cloud при поддержке продюсера Джо Флойда приступает к записи третьего полноформатного релиза Dark Hallucinations (рабочим названием альбома было Prophecy Upon Us). Гостевое участие при записи альбома приняли Roy Z. (Tribe of Gypsies и Bruce Dickinson), Bernie Versaille (Agent Steel) и сам продюсер Джо Флойд. Релиз увидел свет 9 марта 1999 года, в его поддержку было организовано небольшое турне по Европе вместе с Gamma Ray, Edguy и Roland Grapow Band, а также отыграла на фестивалях Wacken Open Air и Bang Your Head. В июне этого же года состав Steel Prophet по личным причинам покидает ударник Пэт Мэграт, который, по словам Стива Качинского, постоянно опаздывал на репетиции, был не готов к записи и вообще не был профессионалом.
Для записи следующего альбома Messiah в студии Silver Cloud при поддержке продюсера Джо Флойда был взят сессионный ударник Кэвин Кэфферти. Релиз увидел свет в январе 2000 года и был встречен довольно хорошо (в США альбом вышел 6 июня 2000 года). В поддержку альбома было организовано европейское турне. В этом же году следует сборник Genesis, содержащий демо 1989 года Inner Ascendance, а также кавер-версии групп Accept, Iron Maiden, Metallica, Judas Priest, Black Sabbath и Simple Minds. В апреле 2001 года выходит пятый полноформатный альбом Book of the Dead, обложка которого была инспирирована Тибетской Книгой мёртвых. Запись альбома опять происходила в студии Silver Cloud с Джо Флойдом в качестве продюсера. Стилистически альбом стал несколько медленнее, сохранив при этом мелодизм прошлых релизов. Лирика стала более мрачной, а вокальные партии более агрессивными.

## Состав

### Настоящий состав
- Рик Митисян — вокал
- Стив Качинский — гитара
- Горацио Кольменарес — гитара
- Винс Деннис — бас
- Джене МакИвен — ударные

### Бывшие участники
Вокал
- Надир Д’Прист
- Брюс Холл
- Ник Мантис
- Скотт Линдсенбардт
- Гэри Стокинг

Гитара
- Джимми Уилльямс
- Джон Понс
- Горацио Кольменарес
- Джон Пагет
- Доменик Чавира
- Pete Skermetta
- Винс Деннис

Бас
- Уэйн Фэйрклот
- Винс Дэннис

Ударные
- Карл Росквист
- Пэт Мэграт
- Pete Parada
- John Tarascio
- Гарри Блэквелл
- Кевин Кафферти
- Стив Ареско

## Дискография
- 1986 — Steel Prophet (демо)
- 1988 — Visions of Force (демо)
- 1989 — Inner Ascendance (демо)
- 1995 — The Goddess Principle
- 1996 — Continuum (EP)
- 1997 — Into the Void (Hallucinogenic Conception)
- 1999 — Dark Hallucinations
- 2000 — Messiah
- 2000 — Genesis (сборник)
- 2001 — Book of the Dead
- 2002 — Unseen
- 2003 — Promo CD 03 (демо)
- 2004 — Beware
- 2004 — Eyes Of The Prophet (Visions Past) (сборник)
- 2008 — Shallows Of Forever (сборник)